# Isidor Heckscher
Isidor Heckscher (2. november 1848 i Aalborg – 12. december 1923 i Stockholm) var en dansk retskyndig og generalkonsul, far til Eli F. Heckscher.

## Karriere
Han var søn af Marcus Heckscher, købmand i Aalborg, senere grosserer og vekselmægler i København, og dennes første hustru, Bertha født Lipmann fra Altona. Han blev student 1866 fra Det von Westenske Institut, tog den fuldstændige juridiske eksamen 1872, blev kort efter volontør i Justitsministeriet og arbejdede samtidig som fuldmægtig hos en overretssagfører. I 1874 erholdt han permission fra Justitsministeriet og tog ansættelse som fuldmægtig hos sagfører i Nykøbing Falster P.G.C. Jensen. I 1875 overtog han en overordnet plads som prokurist ved en bankierforretning i Stockholm og var siden bosat der, fra 1884 som sekretær og kontorchef ved Industri-Kredit-Aktiebolaget i Stockholm. 28. december 1878 ægtede han Rosa Meyer fra Stockholm (25. Juli 1855 i Stockholm - 8. februar 1944 i Uppsala), datter af forlagsboghandler, forfatter Philipp Joel Meyer og Beata Mathilda Rubenson.
Heckscher blev ombudsmand (juridisk medhjælper) ved førnævnte bank 1894, dansk udsendt generalkonsul i Göteborg 1896, i Stockholm 1900, hvilket han var til 1921. Han var medlem af Kommissionen til Omorganisation af Udenrigsministeriets og Danmarks Repræsentation i Udlandet 1906 og af Komitéen til
ordningen af fondsforholdene på Stockholms Børs 1908.
Han blev 8. april 1898 Ridder af Dannebrogordenen, 20. juni 1906 Dannebrogsmand, 18. november 1912 Kommandør af 2. grad og 1. februar 1919 Kommandør af 1. grad og var Kommandør af 1. klasse af Vasaordenen.

## Juridisk forfatterskab
Foruden mindre arbejder i tidsskrifter, af hvilke fremhæves "Om Anvisningen som Retsinstitut" i Tidsskrift for Retsvidenskab II, har Heckscher skrevet: Kreditsalget og Sælgerens Standsningsret, for hvilken afhandling han i 1885 erhvervede den juridiske doktorgrad ved Københavns Universitet. I begge de nævnte arbejder har Heckscher godt forstået at gøre sine praktiske erfaringer fra handelsforhold frugtbringende for retsvidenskaben, navnlig indeholder det sidstnævnte arbejde fortrinlige bidrag til bestemmelsen af kreditsalgets begreb. For den som bilag i Forhandlingerne paa det 7. nordiske Juristmøde meddelte afhandling om spekulationsforretninger og deres bedømmelse fra retsordenens standpunkt høstede han fortjent påskønnelse. Han skrev også om nationaløkonomi.